# Васил Гашев
Вижте пояснителната страница за други личности с името Васил Василев.
Вижте пояснителната страница за други личности с името Васил Василев (офицер).
Васил Гашев Василев е български, офицер, генерал-майор от Държавна сигурност.

## Биография
Роден е на 7 март 1934 г. в габровското село Агатово. От 1 ноември 1965 г. е старши разузнавач в системата на МВР. Две години по-късно е преназначен на същата позиция в VI управление на Държавна сигурност. От 30 юли 1970 г. е заместник-началник на отделение, а от 24 август 1972 г. и началник на отделение. През 1974 г. изкарва 5 месечен контраразузнавателен курс в СССР. От 30 декември 1978 г. е първи заместник-началник по Държавна сигурност към Областното управление на МВР в Габрово. На този пост остава до 19 май 1980 г., когато е назначен за началник на Областното управление на МВР – Габрово. През 1982 г. изкарва двумесечен курс в школата на КГБ в Москва. В периода 26 септември 1985 – 1 ноември 1988 г. е началник на управление в Окръжно управление на МВР – София. След създаването на административните области в България е преназначен за началник на Областното управление на МВР – София до 26 март 1990 г. От 26 март 1990 до 1 декември 1991 г. е директор на РДВР – София. Умира на 8 октомври 2020 г. в София.